# André Kirchner
André Kirchner (* 4. September 1958 in Erlangen) ist ein deutscher Stadtfotograf und Buchautor. Er lebt und arbeitet in Berlin.

## Leben
Kirchner studierte Klassische Philologie und Geschichte in München, ab 1981 in Berlin (West). Ab 1983 begann er, sich zunehmend der Fotografie zu widmen. 1984/85 besuchte er die Werkstatt für Photographie in Berlin-Kreuzberg. Bereits 1986 hatte er seine erste Einzelausstellung in der Galerie im Körnerpark, Berlin. Es folgen viele weitere Einzel- und Gruppenausstellungen und Buchveröffentlichungen. Seit 2015 bietet Kirchner in seinem Atelier anderen Künstlern die Möglichkeit, ihre eigenen Fotografien auszustellen.
Kirchner ist als Jury-Mitglied tätig und seit 2019 berufenes Mitglied der Deutschen Gesellschaft für Photographie.
Kirchner ist ein Großneffe des Erlanger Bildhauers Heinrich Kirchner.

## Werk
Kirchner setzt sich in seinen Fotografien, meist klassisch in s/w und Großformat, mit der Stadtlandschaft auseinander. Dabei fotografiert er mit einer strengen Sachlichkeit und Ästhetik. "Es ist der Blick eines Flaneurs, der mit großer Sensibilität aber ziellos umherstreift und Motive großer Intensität und Aussagekraft in gewöhnlichen Dingen und Orten sieht und daraus Bilder gestaltet, die er mit der Kamera fixiert!"
Seine Bilder sind in der Regel im Kontext einer Serie zu sehen und zu verstehen. 1988 begann er die Serie "Rückbauten", eine fotografische Erörterung zum Phänomen der fehlenden Berliner Eckbauten.
1990 hielt er durch Langzeitbelichtungen das zu der Zeit stille Berlin-Mitte bei Nacht fest. Fotografien dieser Serie sind in vielen öffentlichen Sammlungen vertreten.
1993/1994 fotografierte er Berlin vom damals noch unbebauten Stadtrand aus. Die Serie von Panorama-Fotografien wurde 2019, somit 30 Jahre nach Mauerfall, in der Berlinischen Galerie der Öffentlichkeit gezeigt.
1991/1992 zog er für ein Jahr nach Dresden, fotografierte und schrieb. Mit einem Stipendium der Stiftung Kulturfonds entstand sein erstes Buch „Dresdner Kampagne“. Weitere Veröffentlichungen folgten.

## Ausstellungen (Auswahl)

### Einzelausstellungen
- 1986: Galerie im Körnerpark, Berlin, Hier und dort
- 1997: Städtische Galerie Erlangen, Palais Stutterheim, Schwebende Lasten
- 2002: Galerie Pernkopf, Berlin, Berliner Meisterwerke
- 2004: Galerie Pernkopf, Berlin, Erfrischungen
- 2008: Galerie Unterwegs, Berlin, Stehengebliebene Zeit
- 2012: Galerie im Rathaus Tempelhof und Tempelhofmuseum, Berlin, 30 Jahre Stadtfotografie Berlin
- 2015: Marokkanische Botschaft, Berlin, Hausvogteiplatz Berlin 1990 – 2005
- 2018: Märkisches Museum, Berlin, "Fensterordnungen"
- 2018: Haus am Kleistpark, Berlin, Die West-Berliner Jahre – 1981 bis 1990
- 2019: Berlinische Galerie, Stadtrand Berlin 1993/94 (1. Mai 2019 bis 29. Juli 2019)

### Gemeinschaftsausstellungen
- 1992: Berlinische Galerie, Nacht Berlin-Mitte 1990
- 1995: Akademiegalerie im Marstall, Berlin, Berlin Mitte Zentrifugal in "Über die Großen Städte"
- 2006: Haus am Kleistpark, Berlin, Peripherie und Mitte
- 2007: Albertina, Wien, "Blicke, Passanten – 1930 bis Heute"
- 2009: Max-Liebermann-Haus, Berlin, Offener Himmel Berlin 1990 in "Szenen und Spuren eines Falls", eine Ausstellung zum zwanzigjährigen Jubiläum des Mauerfalls 1989
- 2010: Galerie Jörg Maaß, Berlin, Streetphotography
- 2011: Kunstmuseum Erlangen, Hello Berlin 2010
- 2014: Carpentier Galerie, Berlin, Berliner Ecken 2008 - 2010 in "Berlin Photography"
- 2014: Kommunale Galerie Berlin, "Hotel Bogota"
- 2016: Galerie Chaussee 36, Berlin, „Europe Under Construction Berlin 1945 – 2015“
- 2017: Haus am Kleistpark, Berlin, "Bahnbogen 22 bis 79, Gleisdreieck Berlin 1964 und 2014", Ausstellung mit Janos Frecot
- 2020: Schloss Biesdorf, Berlin "B1 – eine Straße durch Berlin"[1]

## Publikationen (Auswahl)
- Thomas Köhler, Ulrich Domröse (Hrsg.): Stadtrand Berlin : 1993/94 = Berlin: the city's edge, Deutsch/Englisch, Hartmann Books, Stuttgart 2019, ISBN 978-3-96070-034-0.
- "Die West-Berliner Jahre – Fotografien von 1981 bis 1990", Berlin 2018, ISBN 978-3-86228-185-5.
- "Mitteilungen aus der Dunkelkammer" in „Die Jahre mit der Kamera – Berlin 1964 bis 1966“, Berlin 2013, ISBN 978-3894798017.
- "Schauplatz Berlin – Der Aufbau der Neuen Mitte", Berlin 2012, ISBN 978-3-89479-716-4.
- "Dresdner Kampagne – Tagebuch des Fotografen", Dresden, Amsterdam 2000; ISBN 90-5705-147-8.
- "Hier und Dort – Europäische Stadtlandschaften und gesammelte Materialien zur Geschichte der modernen Fotografie." Berlin 1986, Eigenverlag.